# Jing zhe
Pour plus de détails, voir Fiche technique et Distribution.
Jing zhe (驚蜇, Jīng zhē) est un film chinois réalisé par Wang Quan'an, sorti en 2004.

## Fiche technique
- Titre original : 驚蜇, Jīng zhē
- Titre français : Jing zhe
- Réalisation et scénario : Wang Quan'an
- Photographie : Lutz Reitemeier
- Musique : Zhang Yang
- Pays d'origine : Chine
- Format : Couleurs - 35 mm - Dolby
- Genre : drame
- Durée : 115 minutes
- Date de sortie :
  - France : 4 avril 2004

## Distribution
- Yu Nan : Guan Ermei
- Liu Yanbing : Qian Liansheng
- Yen Hsiao : Zhang Suo
- Shi Xiaoxia : Manou
- Ma Zhen : Yu

## Récompense
- Coq d'or de la meilleure actrice 2003 pour Yu Nan